# 郭岱君
郭岱君（1952年—），台北人，祖籍湖南，畢業於台灣政治大學新聞系，美國俄勒岡大學政治學博士。駐波士頓臺北經濟文化辦事處主任（1987年-1988年）、中華民國總統府第一局副局長（1989年-1997年）和行政院新聞局、中華民國總統府新聞秘書、英文傳譯（1990年-1995年），淡江大學美國研究所副教授（1997年-2000年）、美國史丹佛大學胡佛研究所研究員（2000年-）等職
。曾任史丹佛大學東亞研究所講座教授、北京大學、復旦大學、浙江大學客座教授、中歐國際工商學院導師。
專長為政治經濟發展、中國大陸政治、中國大陸經濟發展、中美關係、近代中國歷史檔案研究等。

## 著作
- 《台灣經濟轉型的故事：從計劃經濟到市場經濟 》（台北：聯經出版，2015）
- 郭岱君譯，《選戰必勝方程式：美式選戰揭密》（台北：足智文化，2018）
- 《重探抗戰史（一）：從抗日大戰略的形成到武漢會戰1931-1938 》（台北：聯經出版，2022） [5]
- 《重探抗戰史（二）：抗日戰爭與世界大戰合流1938.11－1945.08》（台北：聯經出版，2022）[6]
- 《重探抗戰史（三）：抗戰與中國之命運》（台北：聯經出版，2022） [7]